# Фильдерштадт
Фи́льдерштадт (нем. Filderstadt) — коммуна в германской земле Баден-Вюртемберг в 10 км к югу от Штутгарта, входит в район Эсслинген.
Население составляет 44631 человек (на 31 декабря 2013 года). Занимает площадь 38,54 км².

## История
Коммуна была образована 1 июля 1976 года, в её состав вошли 5 населённых пунктов:
- Бернхаузен (нем. Bernhausen) — город с населением 13216 человек. Первое упоминание относится к 1089 году.
- Бонланден (нем. Bonlanden) — город с населением 10296 человек. Первое упоминание относится к XII веку.
- Зильминген (нем. Sielmingen) — посёлок с населением 7566 человека. Первое упоминание относится к 1275 году.
- Платтенхардт (нем. Plattenhardt) — посёлок с населением 8482 человека. Первое упоминание относится к 1269 году.
- Хартхаузен (нем. Harthausen) — посёлок с населением 4094 человека. Первое упоминание относится к 1304 году.

С 1978 по 2005 год в Платтенхардте ежегодно проводился женский теннисный турнир мирового уровня Porsche Tennis Grand Prix.

## Галерея

Фильдерштадт на карте района
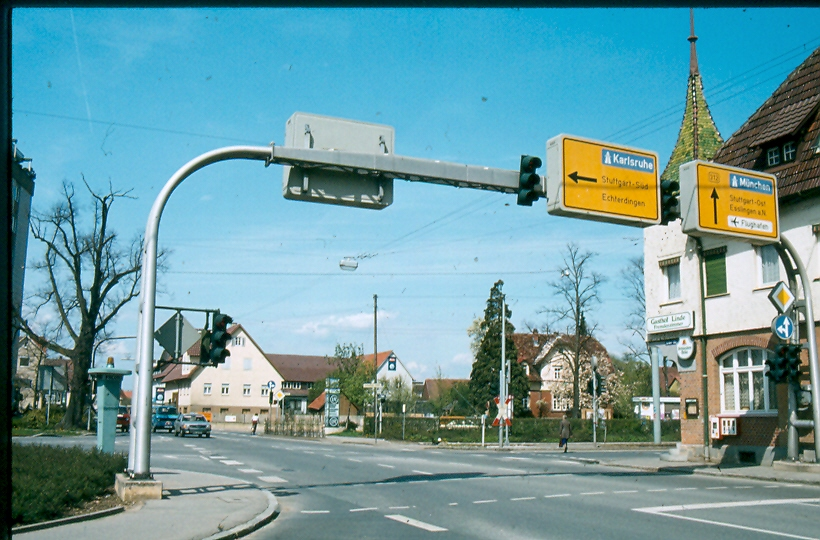
Бернхаузен, 1983 год
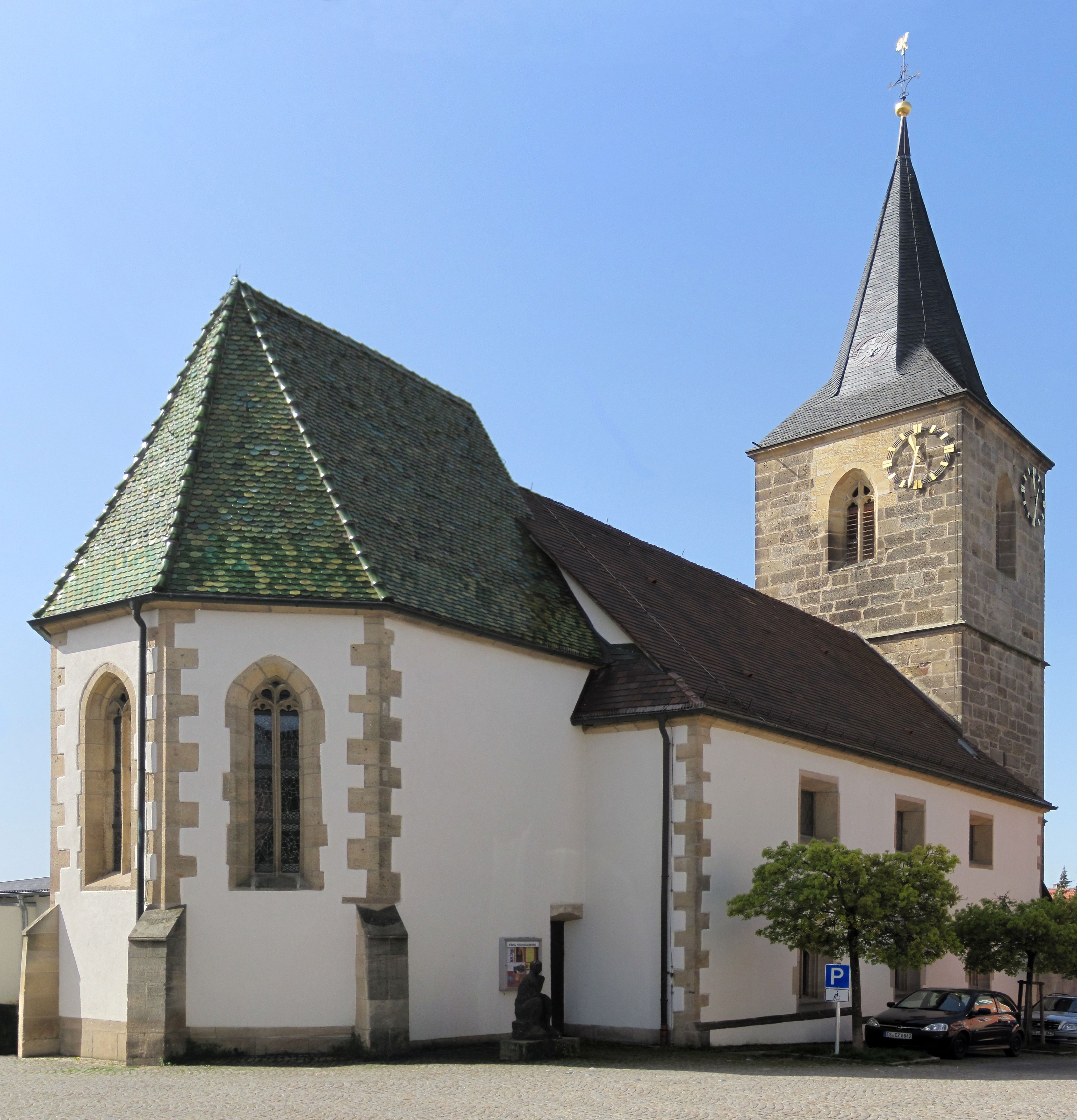
Церковь в Бонландене
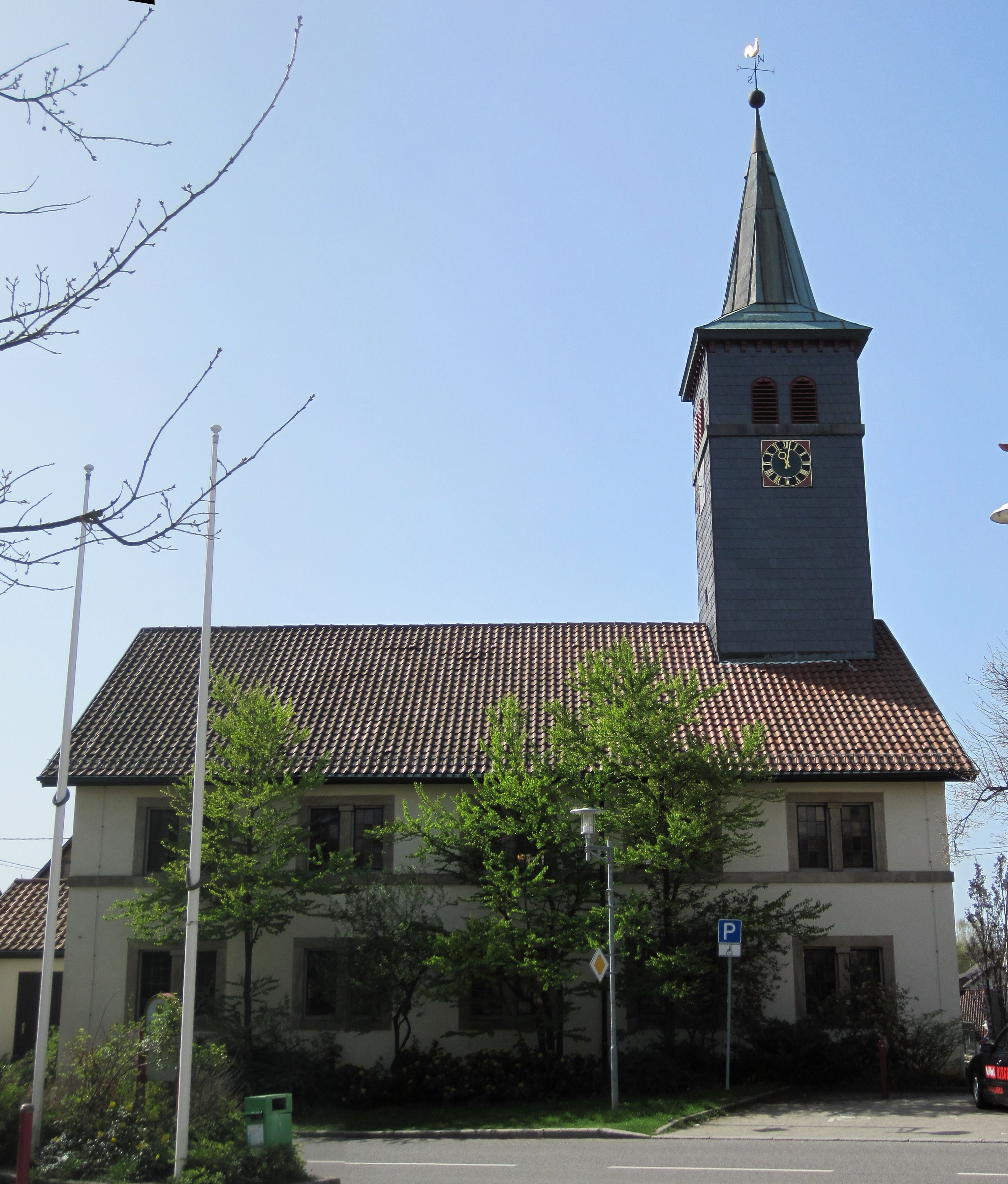
Церковь в Хартхаузене